# Яцек Денель
Яцек Марія Денель (пол. Jacek Maria Dehnel; 1 травня 1980 Гданськ) — польський поет, перекладач, письменник і художник.

## Життєпис
Народився Яцек Денель 1 травня 1980 року у Гданську. Закінчив Загальноосвітній ліцей ім. Стефана Жеромського у Гданську, а також Міждисциплінарних індивідуальних гуманітарних курсів Варшавського університету. Лауреат великої кількості поетичних конкурсів. Автор поетичних збірок, повістей і оповідань. Публікувався у багатьох поетичних журналах. Перекладав наприклад, неопубліковані вірші Осипа Мандельштама і Філіпа Ларкіна.
З вересня 2006 року і до липня 2009 року, разом з музикантом Тимоном Тиманським і журналістом Мацєєм Хмєлєм Яцек Денель вів на першому каналі польського телебачення TVP1 культурну програму «ŁOSssKOT»
Яцек Денель входить до Програмної Ради Галереї Захента (Zachęta Narodowa Galeria Sztuki), як оглядач дописує для книжкового розділу на порталі Віртуальна Польська (Wirtualna Polska) і для «Літературної кав'ярні» журналу Політика (Polityka).
Живе у Варшаві і, як він сам це відкрито визнає, є геєм. Цей факт знаходить вираз у його поезії.

## Творчість

### Поезія
- «Паралельні життя», Краків, видавництво «Зелена Сова», 2004 р.
- «Подорож на південь», Тихи, видавництво «Малий театр в Тихах», 2005 р.
- «Вірші», Варшава, видавництво «Лампа і Іскра Божа», 2006 р.
- «Контрольний екран», Вроцлав, видавництво «Літературне бюро», 2009 р.
- «Рубрики збитків і прибутків», Вроцлав, видавництво «Літературне бюро», 2011

### Проза
- «Колекція», Ґданськ, вид. Мапрес, 1999 р.
- «Ляля», Варшава, вид. В. А.Б. 2006 (укр. видавництво «Ляля». Пер. Божени Антоняк. Львів: Урбіно, 2016)
- «Площа Ринок в Смирні», вид. В. А.Б., 2007
- «Бальзакіана», вид. В. А.Б., 2008
- «Фотопластикон», вид. В. А.Б., 2009
- «Сатурн. Темні сторони життя чоловіків родини Ґойя», вид. В. А.Б., 2011 (укр. видавництво «Сатурн». Пер. Андрій Бондар. Київ: Комора, 2015)[5]
- «Кривоклят» (укр. пер. Андрій Бондар, видавництво «Комора», 2018)

## Нагороди
У 2007 році був нагороджений «Paszport Polityki 2006» у категорії «Література». 